# Toshirō Nomura
| Odkryte planetoidy: 13                                          | Odkryte planetoidy: 13 |
| --------------------------------------------------------------- | ---------------------- |
| (4106) Nada[1]                                                  | 6 marca 1989           |
| (4797) Ako[1]                                                   | 30 września 1989       |
| (5401) Minamioda[1]                                             | 6 marca 1989           |
| (5685) Sanenobufukui[1]                                         | 8 grudnia 1990         |
| (5737) Itoh[1]                                                  | 30 września 1989       |
| (5872) Sugano[1]                                                | 30 września 1989       |
| (5881) Akashi[2]                                                | 27 września 1992       |
| (6155) Yokosugano[1]                                            | 11 listopada 1990      |
| (6557) Yokonomura[1]                                            | 11 listopada 1990      |
| (7178) Ikuookamoto[1]                                           | 11 listopada 1990      |
| (8892) Kakogawa[2]                                              | 11 września 1994       |
| (9580) Tarumi[1]                                                | 4 października 1989    |
| (10318) Sumaura[1]                                              | 15 października 1990   |
| - [1] wspólnie z Kōyō Kawanishim - [2] wspólnie z Matsuo Sugano |                        |

Toshirō Nomura (jap. 野村敏郎 Nomura Toshirō; ur. 1954) – japoński astronom, nauczyciel w szkole średniej w Kobe, popularyzator astronomii. Wspólnie z innymi astronomami amatorami odkrył 13 planetoid. W uznaniu jego pracy jedną z planetoid nazwano (6559) Nomura, z kolei nazwa współodkrytej przez niego planetoidy (6557) Yokonomura upamiętnia jego żonę.